# چرب‌مایه

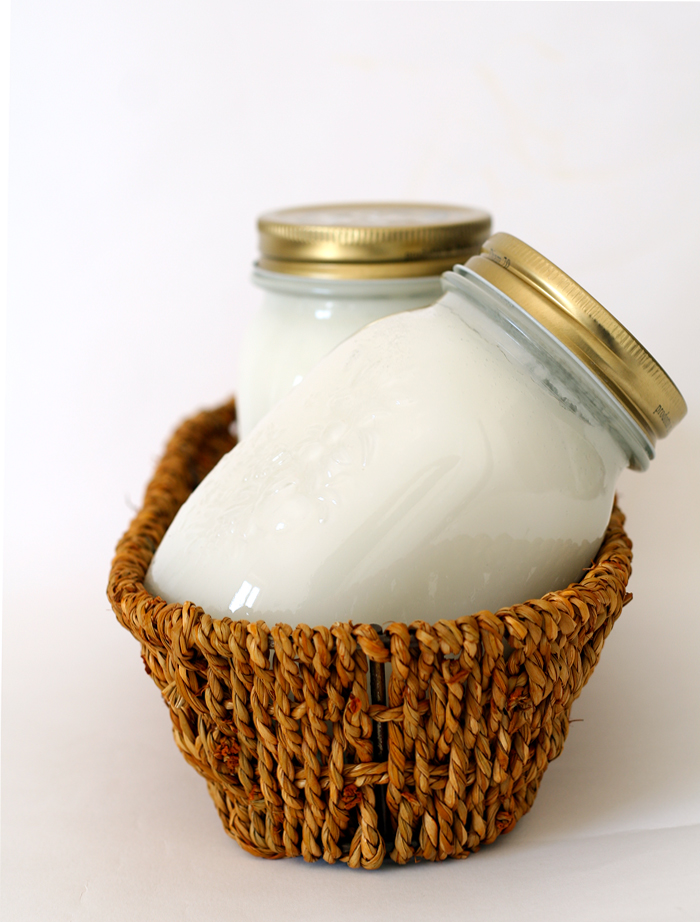
تصویر Strutto یکی از انواع روغن خوک (لارد) تردکننده شیرینی یا شورتنینگ که در ایتالیا تولید می‌شود.

چرب‌مایه، یا روغن تردکنندهٔ شیرینی (به انگلیسی: Shortening)، یا روغن صاف قنادی یکی از انواع روغن است که بیشتر از دانه‌های روغنی تهیه می‌شود. این روغن که در فارسی به آن روغن قنادی یا شورتنینگ نیز گفته می‌شود، روغنی بی‌رنگ و بو و مزه است که نسبتاً نرم بوده و استفاده از آن آسان است و مانند  کره در تهیهٔ انواع گوناگونی از شیرینی‌ها بکار می‌رود.